# Comuna Independența, Călărași
Independența este o comună în județul Călărași, Muntenia, România, formată din satele Independența (reședința), Potcoava și Vișinii.

## Așezare
Situată în partea de sud a județului Călărași, comuna se află în zona de contact dintre Câmpia Bărăganului și Valea Dunării, zonă marcată printr-o linie clară de diferențieri morfometrice și morfologice. Satul Independența este situat mai exact la limita estică a terasei a doua a Dunării, numită populație de coastă, dincolo de care începe Câmpul Bărăganului. Atât limanul fluviatil Galățui, cât și partea sa nordică, lacul Potcoava, sunt amplasate pe cursul inferior al Văii Berza. Lacul în zona Potcoavei adăpostește satul Potcoava, iar coada sa, lacul și valea Coadele, lungă de 4 km. Cele două sate au între ele o distanță de cca. 3 km, iar mai spre nord-est, la alți 2 km, se află cel de-al treilea sat component al comunei, satul Vișinii.
Comuna este traversată de șoseaua națională DN3, care leagă Călărașiul de București. Lângă Vișina, din acest drum se ramifică șoseaua județeană DJ307A, care trece prin satele Independența și Potcoava și duce spre vest și nord la Alexandru Odobescu și Vlad Țepeș (unde se termină în același DN3).

## Demografie
Componența etnică a comunei Independența
     Români (92,92%)
     Alte etnii (0,18%)
     Necunoscută (6,9%)
Componența confesională a comunei Independența
     Ortodocși (92,28%)
     Alte religii (0,37%)
     Necunoscută (7,35%)
Conform recensământului efectuat în 2021, populația comunei Independența se ridică la 3.277 de locuitori, în scădere față de recensământul anterior din 2011, când fuseseră înregistrați 3.466 de locuitori. Majoritatea locuitorilor sunt români (92,92%), iar pentru 6,9% nu se cunoaște apartenența etnică. Din punct de vedere confesional, majoritatea locuitorilor sunt ortodocși (92,28%), iar pentru 7,35% nu se cunoaște apartenența confesională.

## Politică și administrație
Comuna Independența este administrată de un primar și un consiliu local compus din 13 consilieri. Primarul, Gabriel Rădulescu[*], de la Partidul Social Democrat, este în funcție din octombrie 2020. Începând cu alegerile locale din 2024, consiliul local are următoarea componență pe partide politice:
|  | Partid                    | Consilieri | Componența Consiliului | Componența Consiliului | Componența Consiliului | Componența Consiliului | Componența Consiliului | Componența Consiliului | Componența Consiliului |
|  | ------------------------- | ---------- | ---------------------- | ---------------------- | ---------------------- | ---------------------- | ---------------------- | ---------------------- | ---------------------- |
|  | Partidul Social Democrat  | 7          |                        |                        |                        |                        |                        |                        |                        |
|  | Partidul Național Liberal | 6          |                        |                        |                        |                        |                        |                        |                        |

## Istorie
Anuarul Socec din 1925 consemnează comuna Independența, recent apărută, în plasa Ciocănești a județului Ialomița, având în compunere satele Fleva și Independența, cu 2140 de locuitori.
În 1950, comuna a trecut în administrarea raionului Călărași din regiunea Ialomița și apoi (după 1952) din regiunea București. În 1964, satul Fleva a luat numele de Vișinii, iar în 1968, comuna a căpătat componența actuală după ce i s-a arondat satul Potcoava (fost în comuna Găunoși, comună împărțită între comunele Independența și Alexandru Odobescu), și a revenit la județul Ialomița, reînființat. În 1981, o reorganizare administrativă regională a dus la transferarea comunei la județul Călărași.